# Ана Калви
Ана Калви (на английски: Anna Calvi) е английска певица и авторка на песни, както и китаристка. Произхожда от Туикънам. Свири на китара от дете и изучава музика в колежа. Създава дебютния си албум в продължение на няколко години, а през това време работи като учител по китара. Едноименният първи албум е издаден във Великобритания през януари 2011 г., доставяйки ѝ положителната нагласа на критиката. Той влиза в Класацията на албумите под номер 40, а по-късно е номиниран за музикалната награда Мъркюри.
Вторият ѝ албум, One Breath, е издаден на 7 октомври 2013 г. във Великобритания и САЩ чрез Домино Рекърдс. Калви получава вниманието на музикалните критици благодарение на мощния си глас, комплексното владеене на китарата и съблазнителните изпълнения на живо.

## Ранни години
Ана Калви е родена с името Ана Маргарет Мишел Калви на 24 септември 1980 г. в Туикенъм. Майка ѝ е англичанка, а баща ѝ – италианец, като и двамата са терапевти. Прекарва по-голямата част от първите си три години в болница, тъй като има вродена дисплазия на тазобедрената става и претърпява хирургическа намеса. „Начинът, по който се справих, беше да си създам мой собствен свят. И това е моето взаимоотношение с музиката – свят, създаден от мен, в който бягам. Винаги съм била мечтателка. Нещата в началото остават с теб.“
Обичащият музиката баща-италианец излага израстващата Ана на множество музикални жанрове. Тази нееднородна смес преминава от Кептън Бийфхарт през Ролинг Стоунс до Мария Калас, допълнена от ранно разбиране на класическата музика: „Толкова ме впечатляваше звукът. Винаги, щом зърнех някой инструмент, се развълнувах силно, и сърцето ми започваше да бие със страшна бързина“. Калви за първи път се захваща с цигулката на 6 години, а на 8 – с китарата. „Нещо ме обземаше всеки път, щом видех електрическа китара“, спомня си по-късно тя. Преди да навърши 10, тя използва караоке-машина с двойна касета, за да направи овърдъб на свиренето си. А през цялото това време, тя е привлечена „от импресионистичния елемент на музиката“; по-късно, тя е повлияна от композитори от 20 век като Оливие Месиен, Морис Равел и Клод Дебюси. Тя се опитва да пресъздаде с китарата чувството за тези композитори, като открива свиренето на Джанго Райнхарт и Джими Хендрикс на 13.
Първоначалното намерение на Калви е да изучава изкуство, но вместо това избира да специализира музика. Учи цигулка и китара в Саутхемптънския университет и завършва с отличие бакалавърската степен по музика през 2013 г.

## Личен живот
През 2018 г. Калви се разкрива като лесбийка.